# Eosentomon germanicum
Eosentomon germanicum är en urinsektsart som beskrevs av Heinrich Bernward Prell 1912. Eosentomon germanicum ingår i släktet Eosentomon och familjen trakétrevfotingar. Arten är reproducerande i Sverige. Inga underarter finns listade i Catalogue of Life.